# Geron niveolus
Geron niveolus är en tvåvingeart som beskrevs av Neal L. Evenhuis och Greathead 1999. Geron niveolus ingår i släktet Geron och familjen svävflugor.
Artens utbredningsområde är Zimbabwe. Inga underarter finns listade i Catalogue of Life.